# 赤と黒のゲキジョー
『赤と黒のゲキジョー』（あかとくろのげきじょー）は、2014年10月3日から2015年3月13日まで、フジテレビ系列で、毎週金曜日の21:00 - 22:52（JST）に放送されていた2時間ドラマを中心とした単発特別番組枠。全20回。

## 概要
前身の『金曜プレステージ』から引き続きドラマ、バラエティ、スポーツ、ドキュメントなど様々なジャンルのスペシャル番組を放送しているが、いわゆるサスペンスドラマの放送頻度は金曜プレステージ時代から減少している。2015年4月改編で当枠は『金曜プレミアム』に変更された。

## 放送された番組

### テレビドラマ・時代劇
※は金曜プレステージ枠から引き続き放送のシリーズ。☆は土曜プレミアムとの連動企画。
| 回数 | 放送日         | タイトル                                | 話数                             | 主演         | 原作       | 脚本                | 監督              | 制作             | 備考 |
| ---- | -------------- | --------------------------------------- | -------------------------------- | ------------ | ---------- | ------------------- | ----------------- | ---------------- | ---- |
| 1    | 2014年10月17日 | 検事・霞夕子                            | 7                                | 沢口靖子     | 夏樹静子   | 吉本昌弘            | 赤羽博            | ユニオン映画     | ※    |
| 2    | 2014年10月24日 | 赤い霊柩車シリーズ                      | 34                               | 片平なぎさ   | 山村美紗   | 石原武龍 岡崎由紀子 | 樹下直美          | 大映テレビ       | ※    |
| 3    | 2014年10月31日 | ナースのお仕事 離島編                   | ナースのお仕事 離島編            | 観月ありさ   | -          | 両沢和幸            | 両沢和幸 阿部雅和 | -                | ☆    |
| 4    | 2014年11月7日  | 海の斜光                                | 海の斜光                         | 浅野ゆう子   | 森村誠一   | 山本あかり          | 遠藤光貴          | ザ・ワークス     |      |
| 5    | 2014年11月14日 | ヤバい検事 矢場健〜ヤバケンの暴走捜査〜 | 4                                | 舘ひろし     | -          | 深沢正樹            | 児玉宜久          | ユニオン映画     | ※    |
| 6    | 2014年11月28日 | 前科ありの女たち                        | 前科ありの女たち                 | 安田成美     | -          | 武田有起            | 国本雅広          | ケイファクトリー |      |
| 7    | 2014年12月5日  | 浅見光彦シリーズ                        | 51                               | 中村俊介     | 内田康夫   | 峯尾基三            | 柿沼竹生          | 彩の会           | ※    |
| 8    | 2015年1月9日   | 鬼平犯科帳スペシャル 密告               | 鬼平犯科帳スペシャル 密告        | 中村吉右衛門 | 池波正太郎 | 田村恵              | 吉田啓一郎        | 松竹             | ※    |
| 9    | 2015年1月16日  | 上流階級〜富久丸百貨店外商部〜          | 上流階級〜富久丸百貨店外商部〜   | 竹内結子     | 高殿円     | 黒岩勉              | 澤田鎌作          | -                |      |
| 10   | 2015年1月30日  | おばさん弁護士 町田珠子                 | おばさん弁護士 町田珠子          | 岸本加世子   | -          | 坂口理子            | 本木克英          | 松竹             |      |
| 11   | 2015年2月6日   | 瀬在丸紅子の事件簿〜黒猫の三角〜        | 瀬在丸紅子の事件簿〜黒猫の三角〜 | 檀れい       | 森博嗣     | 黒岩勉              | 星野和成          | MMJ              |      |
| 12   | 2015年2月13日  | 黒い看護婦                              | 黒い看護婦                       | 大竹しのぶ   | 森功       | 神山由美子          | 平山秀幸          | テレパック       |      |
| 13   | 2015年2月20日  | 三面記事の女たち -愛の巣-               | 三面記事の女たち -愛の巣-        | 田中麗奈     | 角田光代   | 水橋文美江 来島麦   | 廣木隆一          | ドリマックス     |      |

### ドキュメント
- 天国からの遺言状〜亡き淡路恵子の声が聞こえる 独占！初公開！初告白！心の叫びをつづった日記 闘病195日の真実〜（2015年1月23日）
- 号泣裁判（2015年3月13日）※「赤と黒のゲキジョー」最終回

### バラエティ番組
- さんまのまんま2014 30年目もありのまんま 秋の2時間SP（2014年10月3日 第1回放送 関西テレビ制作）
- 性格ミエル研究所 2014年末SP（2014年12月26日放送 21:30 - 23:22[1]）

### 映画
- カールじいさんの空飛ぶ家（2014年12月19日）
- 魔法にかけられて（2015年2月27日放送 解説ナレーター：バッキー木場）

## 番組主題歌（ドラマ放送時のみ）
サスペンスドラマでのエンディングテーマは『金曜プレステージ』から引き続き菅原紗由理「いつの日も」である。

## ネット局
| 放送対象地域  | 放送局                                        | 系列                          | 放送曜日・放送時間   |
| ------------- | --------------------------------------------- | ----------------------------- | -------------------- |
| 関東広域圏    | フジテレビ（CX） 『赤と黒のゲキジョー』制作局 | フジテレビ系列                | 金曜日 21:00 - 22:52 |
| 北海道        | 北海道文化放送（uhb）                         | フジテレビ系列                | 金曜日 21:00 - 22:52 |
| 岩手県        | 岩手めんこいテレビ（mit）                     | フジテレビ系列                | 金曜日 21:00 - 22:52 |
| 宮城県        | 仙台放送（OX）                                | フジテレビ系列                | 金曜日 21:00 - 22:52 |
| 秋田県        | 秋田テレビ（AKT）                             | フジテレビ系列                | 金曜日 21:00 - 22:52 |
| 山形県        | さくらんぼテレビ（SAY）                       | フジテレビ系列                | 金曜日 21:00 - 22:52 |
| 福島県        | 福島テレビ（FTV）                             | フジテレビ系列                | 金曜日 21:00 - 22:52 |
| 新潟県        | 新潟総合テレビ（NST）                         | フジテレビ系列                | 金曜日 21:00 - 22:52 |
| 長野県        | 長野放送（NBS）                               | フジテレビ系列                | 金曜日 21:00 - 22:52 |
| 静岡県        | テレビ静岡（SUT）                             | フジテレビ系列                | 金曜日 21:00 - 22:52 |
| 富山県        | 富山テレビ（BBT）                             | フジテレビ系列                | 金曜日 21:00 - 22:52 |
| 石川県        | 石川テレビ（ITC）                             | フジテレビ系列                | 金曜日 21:00 - 22:52 |
| 福井県        | 福井テレビ（FTB）                             | フジテレビ系列                | 金曜日 21:00 - 22:52 |
| 中京広域圏    | 東海テレビ（THK）                             | フジテレビ系列                | 金曜日 21:00 - 22:52 |
| 近畿広域圏    | 関西テレビ（KTV）                             | フジテレビ系列                | 金曜日 21:00 - 22:52 |
| 島根県 鳥取県 | 山陰中央テレビ（TSK）                         | フジテレビ系列                | 金曜日 21:00 - 22:52 |
| 岡山県 香川県 | 岡山放送（OHK）                               | フジテレビ系列                | 金曜日 21:00 - 22:52 |
| 広島県        | テレビ新広島（TSS）                           | フジテレビ系列                | 金曜日 21:00 - 22:52 |
| 愛媛県        | テレビ愛媛（EBC）                             | フジテレビ系列                | 金曜日 21:00 - 22:52 |
| 高知県        | 高知さんさんテレビ（KSS）                     | フジテレビ系列                | 金曜日 21:00 - 22:52 |
| 福岡県        | テレビ西日本（TNC）                           | フジテレビ系列                | 金曜日 21:00 - 22:52 |
| 佐賀県        | サガテレビ（sts）                             | フジテレビ系列                | 金曜日 21:00 - 22:52 |
| 長崎県        | テレビ長崎（KTN）                             | フジテレビ系列                | 金曜日 21:00 - 22:52 |
| 熊本県        | テレビくまもと（TKU）                         | フジテレビ系列                | 金曜日 21:00 - 22:52 |
| 大分県        | テレビ大分（TOS）                             | 日本テレビ系列 フジテレビ系列 | 金曜日 21:00 - 22:52 |
| 鹿児島県      | 鹿児島テレビ（KTS）                           | フジテレビ系列                | 金曜日 21:00 - 22:52 |
| 沖縄県        | 沖縄テレビ（OTV）                             | フジテレビ系列                | 金曜日 21:00 - 22:52 |